# Charles Belmont
Charles Belmont fue un actor, director de cine y guionista francés.

## Biografía
Belmont nació el 24 de enero de 1936 en Courbevoie ( Altos del Sena, Francia) y falleció el 15 de mayo de 2011 en París .
En 1968, adaptó la novela L'Écume des jours de Boris Vian para su primer largometraje. Luego aborda varios temas sociales en su filmografía: el sistema médico en Rak, el aborto en Histoires d'A, y el mundo del trabajo en Pour Clémence .
Se suicidó a la edad de 75 años el 15 de mayo de 2011 en París.  Fue enterrado ocho días después en el cementerio de Montparnasse de París, a pocos metros de Jean-Paul Belmondo.
Desde 2014, la asociación “Les amis de Charles Belmont” se encarga de promover su filmografía. 

## Teatro
- 1961 : El zoo de cristal de Tennessee Williams, dirigida por Antoine Bourseiller, Teatro de los Celestinos

## Filmografía

### Actor

#### Cine
- 1961 : Los Godelureaux de Claude Chabrol : Arturo
- 1961 : Los demonios de medianoche de Marc Allégret y Charles Gérard : Claudio
- 1961 : Los nuevos aristócratas de Francis Rigaud : Denis Prulé-Rousseau
- 1962 : Le quattro giornate di Napoli de Nanni Loy : marinero
- 1963 : Las vírgenes de Jean-Pierre Mocky : François
- 1963 : El chico del cuello blanco de Alain Dhénaut - cortometraje -
- 1964 : Nick Carter romperá todo por Henri Decoin : Bruno

#### Televisión
- 1968 : Mouche, película de Jacques Antoine : Tiene un solo ojo
- 1964 : Les Diamants de Palinos, de André Pergament (serie de televisión): Jérôme Pons

### Director
- 1967 : Le Fratricide (cortometraje)
- 1968 : L'écume des jours, también guionista.
- 1972 : Rak, también guionista.
- 1974 : Histoires d'A
- 1977 : Pour Clémence, también guionista.
- 1997 : Les Médiateurs du Pacifique (documental), también guionista.
- 2001 : Océanie
- 2006 : Qui de nous deux, también guionista.